# Джонстон (Південна Кароліна)
Джонстон (англ. Johnston) — місто (англ. town) в США, в окрузі Еджфілд штату Південна Кароліна. Населення — 1997 осіб (2020).

## Географія
Джонстон розташований за координатами 33°50′0″ пн. ш. 81°48′17″ зх. д. / 33.83333° пн. ш. 81.80472° зх. д. (33.833383, -81.804823).  За даними Бюро перепису населення США в 2010 році місто мало площу 7,08 км², з яких 6,86 км² — суходіл та 0,22 км² — водойми.

## Демографія
Згідно з переписом 2010 року, у місті мешкали 2362 особи в 954 домогосподарствах у складі 628 родин. Густота населення становила 334 особи/км².  Було 1075 помешкань (152/км²).
Расовий склад населення:
| - 62,7 % — чорних або афроамериканців - 35,8 % — білих - 0,2 % — азіатів - 0,1 % — корінних американців |

До двох чи більше рас належало 0,8 %. Частка іспаномовних становила 1,8 % від усіх жителів.
За віковим діапазоном населення розподілялося таким чином: 23,8 % — особи молодші 18 років, 61,1 % — особи у віці 18—64 років, 15,1 % — особи у віці 65 років та старші. Медіана віку мешканця становила 41,8 року. На 100 осіб жіночої статі у місті припадало 86,0 чоловіків;  на 100 жінок у віці від 18 років та старших — 83,4 чоловіків також старших 18 років.
Середній дохід на одне домашнє господарство  становив 43 450 доларів США (медіана — 31 250), а середній дохід на одну сім'ю — 53 871 долар (медіана — 39 167). Медіана доходів становила 27 183 долари для чоловіків та 27 228 доларів для жінок. За межею бідності перебувало 27,5 % осіб, у тому числі 41,8 % дітей у віці до 18 років та 25,6 % осіб у віці 65 років та старших.
Цивільне працевлаштоване населення становило 895 осіб. Основні галузі зайнятості: виробництво — 20,6 %, освіта, охорона здоров'я та соціальна допомога — 18,5 %, роздрібна торгівля — 11,4 %, сільське господарство, лісництво, риболовля — 10,3 %.